# Goldfixing
Goldfixing ist im Goldhandel am London Bullion Market die Kursfeststellung des Goldpreises, welcher zweimal täglich mit dem Ziel durchgeführt wird, möglichst viele Transaktionen abzuwickeln. 

## Allgemeines
Das Kompositum Goldfixing setzt sich aus dem Edelmetall Gold und dem Anglizismus für die Kursfeststellung (englisch fixing) zusammen. Marktteilnehmer sind hierbei die Vertreter der fünf sogenannten Bullionbanken (englisch bullion banks) als Mitglieder der London Bullion Market Association (LBMA) und die Nachfrager nach Gold. Der ermittelte Kurs dient als Richtgröße für alle weiteren Goldtransaktionen und zur Bewertung von Goldbeständen.

## Geschichte

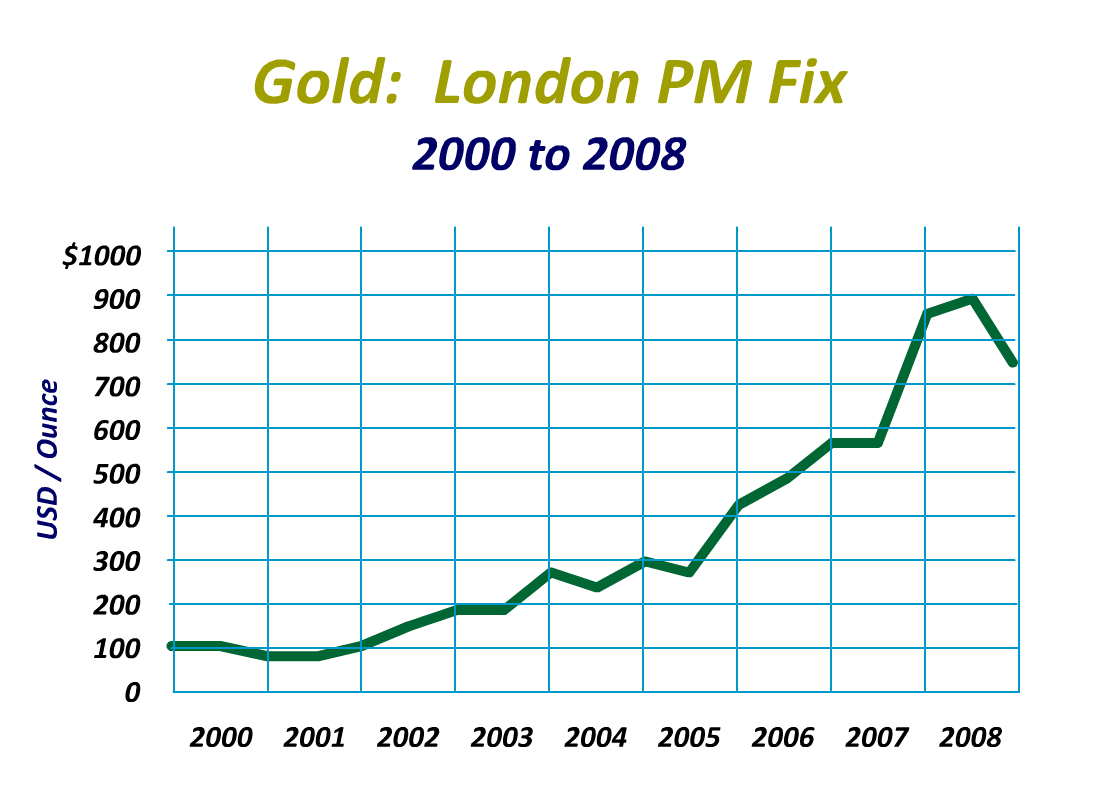
London Goldfixing 2000–2008

Seit dem 17. Jahrhundert wird am London Bullion Market der Goldpreis bestimmt. Mit dem Londoner Goldfixing am 12. September 1919 entstand die Marktstruktur, wie sie bis heute existiert. Gründungsmitglieder waren N M Rothschild & Sons, Mocatta & Goldsmid, Samuel Montagu & Co., Pixley & Abell sowie Sharps & Wilkins. Den Vorsitz übernahm dauerhaft N M Rothschild & Sons. Als erster Goldpreis wurden 4 Pfund 18 Schilling und 9 Pennies (GBP 4.18s.9d = 4,9375) pro Feinunze fixiert. Der New Yorker Goldpreis lag zur gleichen Zeit bei 20,67 US-Dollar pro Feinunze.
Zu dieser Veranstaltung trafen sich die Händler einmal täglich um 10:30 Uhr Ortszeit (11:30 Uhr MEZ) im Bankhaus Rothschild an der St. Swithin Lane, um Angebot und Nachfrage festzustellen. Wenn sich beides im Gleichgewicht befand, senkten die Teilnehmer ihre britischen Flaggen, und der Goldpreis des Tages konnte fixiert werden. Dieser Preis war repräsentativ für den gesamten Goldhandel des Tages, obwohl nur ein kleiner Teil der täglichen Goldumsätze an der Preisfestsetzung beteiligt war. Die Bank of England war unmittelbar nicht am Fixing beteiligt; für sie operierte die Firma Rothschild durch Käufe und Verkäufe. 
Nach Ausbruch des Zweiten Weltkrieges schloss der Londoner Goldmarkt am 3. September 1939. Letzter Fixpreis waren 8,05 Pfund Sterling pro Feinunze. Am 22. März 1954 fand nach 15 Jahren wieder ein Goldfixing statt. Als Eröffnungspreis wurden 12,42 Pfund Sterling ermittelt. Das entsprach 35,00 US-Dollar pro Feinunze.
Als die britische Regierung im November 1967 eine Abwertung des Pfund Sterling beschloss, damals die wichtigste Reservewährung nach dem US-Dollar, setzte am London Bullion Market ein Ansturm auf Gold ein. Am 17. März 1968 wurde der Goldmarkt erneut geschlossen. Nach Wiedereröffnung am 1. April 1968 war der Markt zweigeteilt, der eine Preis konnte sich weiterhin frei dem Markt anpassen, der andere war fix. Seit diesem Zeitpunkt gibt es ein weiteres tägliches Treffen in London um 15:00 Uhr Ortszeit (16:00 Uhr MEZ), um den Preis zur Öffnungszeit der US-Börsen erneut festzulegen.
Am 21. Januar 1980 markierte der Londoner Fixpreis angesichts der Krise im Iran und des sowjetischen Einmarsches in Afghanistan einen Rekordstand von 850,00 US-Dollar je Feinunze. 1987 wurde die London Bullion Market Association (LBMA) in enger Absprache mit der Bank of England gegründet, die damals die Regulierungsbehörde für den Edelmetall-Markt war. Die primäre Regulierungsbehörde in Großbritannien ist seitdem die Financial Services Authority (FSA). Im April 2004 zog sich N M Rothschild & Sons vom Goldhandel und dem Goldfixing zurück. Ab dem 5. Mai 2004 wurde der Goldpreis telefonisch festgelegt. Im Verlauf der Finanzkrise wurde am 14. März 2008 mit 1003,50 US-Dollar je Feinunze erstmals ein Preis über der 1000-Dollar-Marke fixiert. Am 20. März 2015 wurde der London Gold Fix durch den LBMA Gold Preis ersetzt. Dieser wird seitdem zwei Mal täglich mit Hilfe einer elektronischen Plattform von den direkten Teilnehmern festgesetzt.
Im März 2013 eröffnete die Internationale Organisation der Wertpapieraufsichtsbehörden eine Untersuchung auf Manipulation der Preisermittlung. Hintergrund ist die Aufdeckung des LIBOR-Skandals im Jahr 2012, bei dem die ähnlich dem Goldpreis ermittelte London Interbank Offered Rate  jahrelang durch falsche Meldungen der beteiligten Banken systematisch verzerrt wurde. Konkrete Verdachtsmomente gegen den Goldpreis liegen nicht vor, die Untersuchung soll das „Vertrauen der Märkte“ stärken.

## Mitglieder

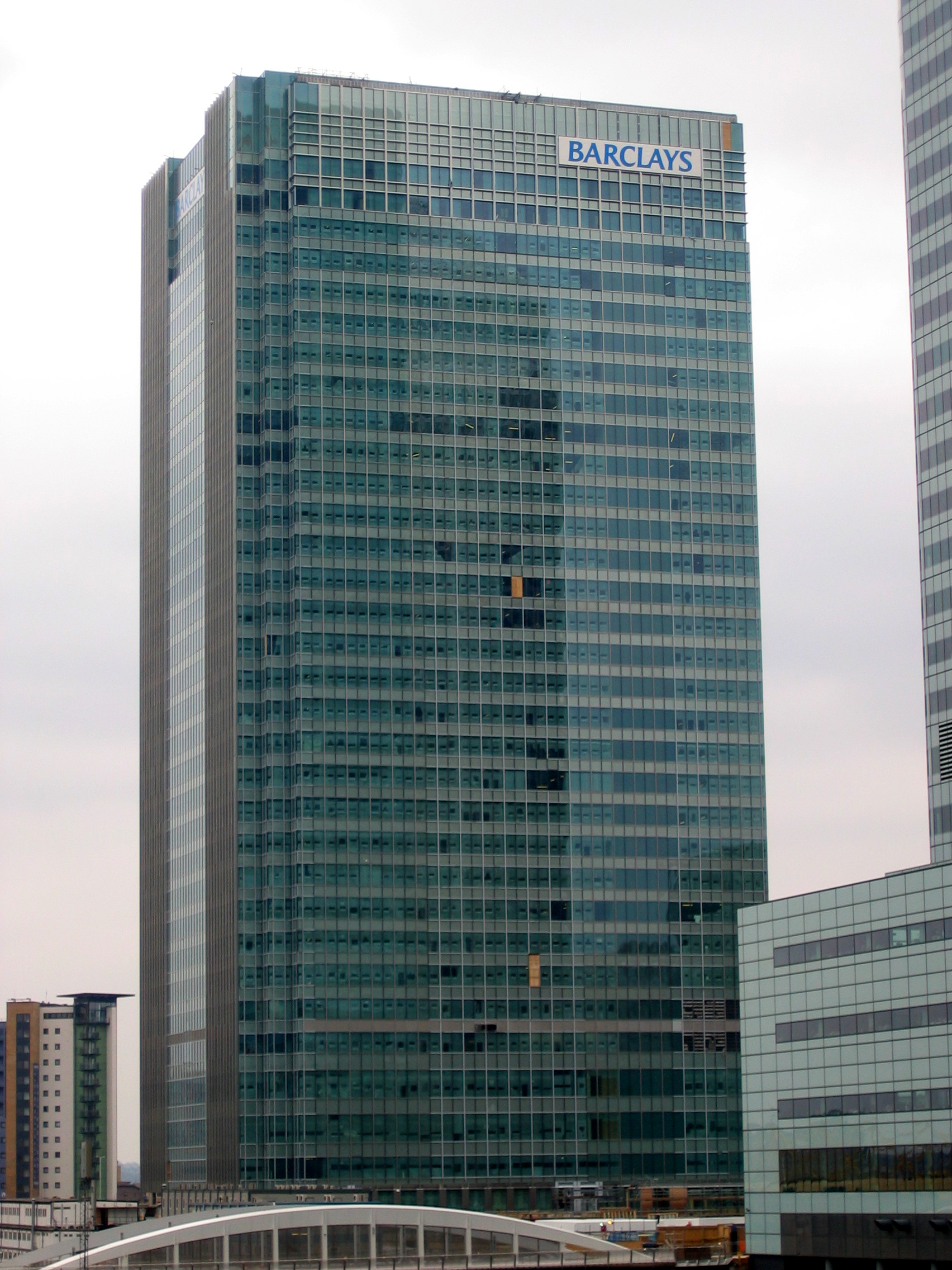
Seit 2004 findet das Goldfixing in der Londoner Barclays Bank statt.

Von den Gründungsmitgliedern des Londoner Goldfixings blieb nur NM Rothschild & Sons selbständig. „Mocatta & Goldsmid Ltd.“ wurde 1973 eine Tochtergesellschaft der Standard Chartered Bank und von dieser 1997 an die Scotiabank verkauft, welche die neue Tochtergesellschaft in „ScotiaMocatta“ umbenannte. Damit ging auch der Sitz beim Goldfixing an die Bank of Nova Scotia bzw. ScotiaMocatta über. Sharps & Wilkins sowie Pixley & Abell verschmolzen 1957 zu Sharps Pixley. Letztere wurde 1966 an Kleinwort Benson und 1993 an die Deutsche Bank verkauft, die dadurch Mitglied beim Goldfixing wurde. Im Januar 2014 erklärte die Deutsche Bank, dass sie sich nicht mehr an der Feststellung der offiziellen Referenzpreise für Gold und Silber beteiligen will. Sie begründete den Rückzug aus dem exklusiven Kreis der fünf Fixing-Teilnehmer mit der deutlichen Verkleinerung ihres Rohstoffgeschäftes. Sie beabsichtigt, ihren Platz in dem Kreis an ein anderes Mitglied der London Bullion Market Association zu verkaufen. Samuel Montagu & Co. ging 1967 an die Midland Bank, die seit 1992 zum Bereich der HSBC gehört.
Johnson Matthey Bankers Ltd. (JMB) übernahm 1957 den Sitz beim Goldfixing von Pixley & Abell. 1984 kam JMB vorübergehend in den Besitz der Bank of England, die die Firma angesichts drohender Verluste im Kreditgeschäft vom Edelmetall-Weltkonzern Johnson Matthey PLC übernahm. Die Zentralbank verkaufte JMB 1986 an Mase Westpac, die Goldhandelsbank von Westpac. 1993 ging der Sitz beim Goldfixing an die Republic-Mase Bank (früher Mase Westpac), eine Tochtergesellschaft der Republic National Bank of New York (RNB). Letztere wurde im Dezember 1999 von der HSBC übernommen. Im Mai 2000 wurde der Sitz an die Credit Suisse First Boston (CSFB) verkauft. Die CSFB annullierte im Oktober 2001 ihre Mitgliedschaft beim Goldfixing. Im Juli 2002 übernahm die Société Générale den Sitz von der CSFB.
NM Rothschild & Sons verließ 2004 das Goldfixing. Seit dem 7. Juni 2004 fand die Sitzung, die früher dauerhaft von Rothschild geleitet wurde, unter jährlich rotierendem Vorsitz in der Barclays Bank statt. Zu dieser Veranstaltung trafen sich jeweils ein Vertreter der 
- ScotiaMocatta (Tochtergesellschaft der Bank of Nova Scotia),
- Barclays Bank,
- Deutsche Bank AG London,
- HSBC Bank USA NA London Branch und
- Société Générale,

die alle Mitglieder der London Bullion Market Association (LBMA) waren.
Vom 20. März 2015 an wurde das Goldfixing zwischen den folgenden 6 Mitglieder bestimmt: 
- ScotiaMocatta (Tochtergesellschaft der Bank of Nova Scotia),
- Barclays Bank,
- HSBC Bank USA NA,
- Société Générale,
- Goldman Sachs International (neu) und
- UBS (neu)

Anfang 2018 sind die direkten Teilnehmer der Auktion: 
- Bank of China
- Bank of Communications
- Goldman Sachs International
- HSBC Bank USA NA
- Industrial and Commercial Bank of China (ICBC)
- INTL FCStone
- Jane Street Global Trading LLC
- JP Morgan Chase Bank N.A. London Branch
- Koch Supply and Trading LP, Morgan Stanley
- ScotiaMocatta (Tochtergesellschaft der Bank of Nova Scotia)
- The Toronto Dominion Bank

## Preisermittlung

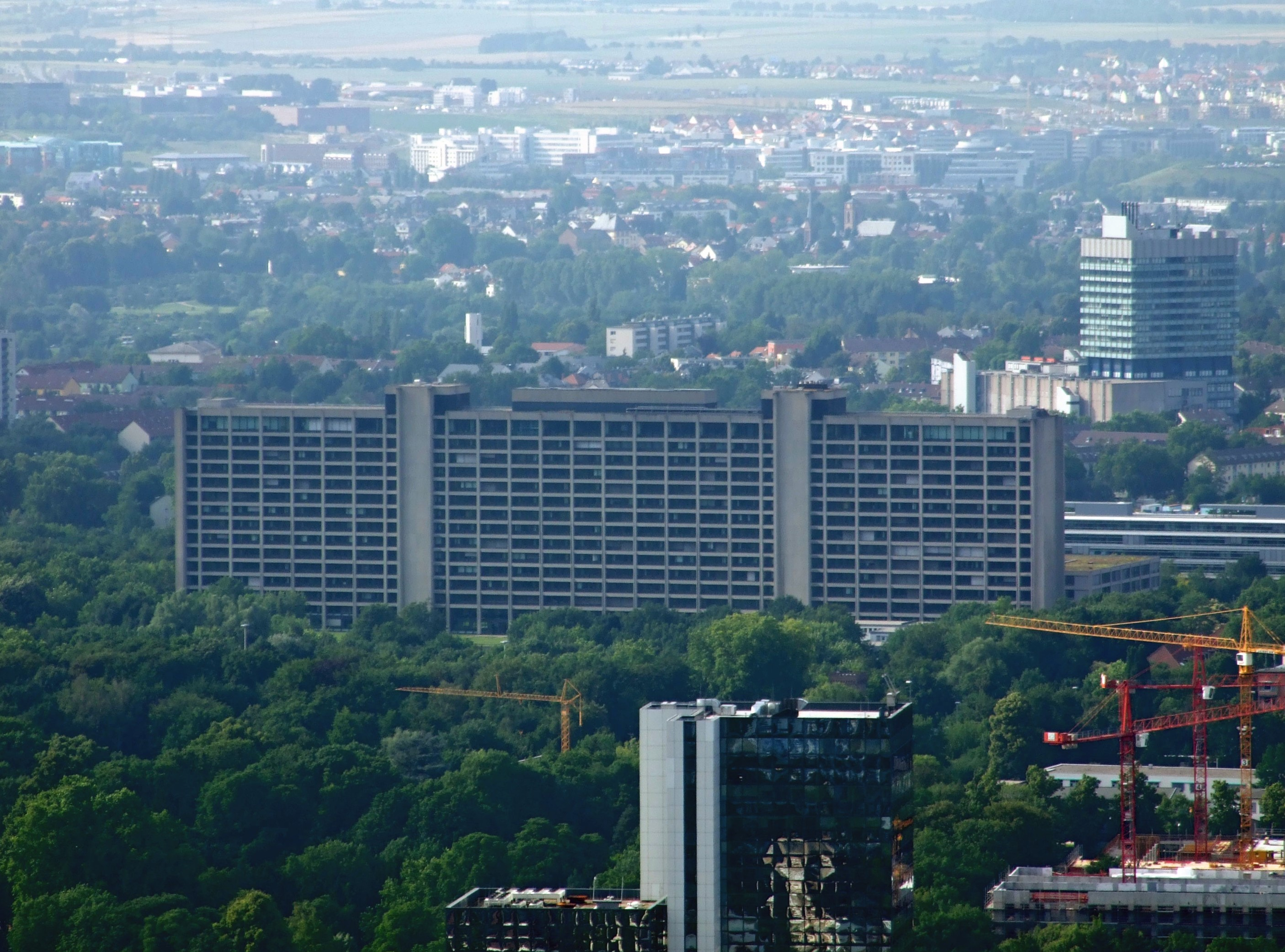
Die Deutsche Bundesbank, hier die Zentrale im Bild, benutzt den PM Fix am Nachmittag, um ihren Goldreserven einen Wert zu geben.

Am London Bullion Market wird der Weltmarktpreis für Gold festgestellt. Das Goldfixing erfolgt in US-Dollar pro Feinunze (englisch ounce) Gold. Der LBMA Goldpreis wird von großen Goldbesitzern wie Raffinerien und Bergbauunternehmen benutzt. Die meisten Zentralbanken, darunter auch die Deutsche Bundesbank, beziehen sich auf den Preis beim Goldfixing am Nachmittag (PM Fix), um ihren Goldreserven einen Wert zu geben. Der Londoner Weltmarktpreis wird auch auf dem Markt für Gold-Futures benutzt, um beispielsweise Swaps und Optionen einen Preis zu geben. 
Handelszeit am London Bullion Market ist Montag bis Freitag von 8:50 Uhr bis 15:00 Uhr UTC (9:50 bis 16:00 Uhr MEZ). Das Goldfixing wird zweimal täglich durchgeführt mit dem Ziel, möglichst viele Transaktionen zu einem Fixpreis abzuwickeln:
- Vormittag:  Montag bis Freitag 10:30 Uhr UTC (11:30 Uhr MEZ)
- Nachmittag: Montag bis Freitag 15:00 Uhr UTC (16:00 Uhr MEZ).

Zu Beginn der Sitzungen wird ein Eröffnungspreis genannt, und auf dieser Basis beginnt das Handeln. Der Preis, zu dem ein Ausgleich zwischen Angebot und Nachfrage möglich ist, gilt als der zu veröffentlichende Fixpreis. In der Regel dauert die Preisermittlung weniger als zehn Minuten. Bei finanziellen oder politischen Krisen kann es deutlich länger dauern. Das längste Fixing der Geschichte war erst nach zwei Stunden und 15 Minuten beendet. Es fand am Schwarzen Montag, den 19. Oktober 1987 statt, als der Wert des Dow-Jones-Index an der New York Stock Exchange um 22,6 Prozent einbrach.
Zwischen 1919 und 1968 wurde der Goldpreis nur in Pfund Sterling ermittelt. Grund war die britische Dominanz in den internationalen Finanz-, Wirtschafts- und Handelsbeziehungen. 1968 kamen Notierungen in US-Dollar hinzu, welche den Pfund später als primäre Währung abgelöst hat. Dies geschah aufgrund der gewachsenen Bedeutung der US-Währung in der Weltwirtschaft. Seit 1999 wird der Preis zusätzlich in Euro abgerechnet. Die europäische Gemeinschaftswährung ist im internationalen Vergleich nach dem US-Dollar die wichtigste Reservewährung der Welt.

## OTC-Handel
Der Handel am London Bullion Market läuft außerhalb der Börse (englisch: Over-The-Counter, OTC). Vertrauensbildend für Banken, Minengesellschaften und Investoren ist die hohe Liquidität des Marktes und die Tatsache, dass die Goldbarren tatsächlich physisch vorhanden sind. Die Edelmetalle lagern im Großraum London in LBMA-zertifizierten Lagerhäusern, die wie Festungen gesichert sind. Einblick in den OTC-Handel haben nur die Handelspartner und – zweimal am Tag – die Teilnehmer der Auktion. Um eine gewisse Transparenz in den Markt zu bringen, veröffentlicht die LBMA mittlerweile mit einem Monat Verzögerung die Handelsvolumina zwischen den 5 Clearing Banken.
Zum Handel sind nur Barren von Affinerien und Münzprägeanstalten zugelassen, die bestimmte Qualitätsanforderungen erfüllen. Barren, die am London Bullion Market als „gute Lieferung“ (good-delivery) gelten sollen, müssen einen Goldinhalt von mindestens 350 und höchstens 430 Feinunzen und einen Feingehalt von mindestens 995 ‰ haben. Sie müssen ferner eine Seriennummer sowie den Stempel eines am Londoner Goldmarkt zugelassenen Herstellers oder Edelmetallprüfers (Assayers) tragen. Bezahlung und Lieferung des am Londoner Markt gehandelten Goldes erfolgen zwei Arbeitstage nach dem Abschluss des Geschäftes. Für alle Käufe im Fixing ist eine Kommission von 0,25 Prozent zu zahlen: Die Verkäufe sind von einer Kommission nicht belastet.